# 受胎告知 (コレッジョ)
『受胎告知』（じゅたいこくち、伊: Annunciazione、英: Annunciation）は、イタリア、ルネサンス期のパルマ派の画家コレッジョが1525年頃に制作した絵画である。フレスコ画。パルマのサン・フランチェスコ教会（Church of San Francesco）のリュネット（壁の半円形の区画）のために制作された。現在はパルマ国立美術館に所蔵されている。またニューヨークのメトロポリタン美術館に準備素描が所蔵されている。

## 作品
パルマのサン・フランチェスコ教会は市街地の南域（現在は高級住宅地として知られるチッタデッラ）の新市門（ポルタ・ヌォーヴァ）の外にあった。コレッジョがこの教会を所有していたフランチェスコ会の発注でフレスコ画を制作したのはサン・ジョヴァンニ・エヴァンジェリスタ聖堂の壁面装飾を終えた後の1525年頃とされている。フレスコ画はひどく損傷しており、構図や色彩についての視認性は低いものの、コレッジョがその独創性でもって受胎告知の場面を描いたことが確認できる。大天使ガブリエルは衣を翻しながら、雲の上にひざまずいた姿で聖母マリアの部屋に現れている。ガブリエルは長い金髪で緑色の翼を持ち、緑色の服をまとっている。そして両腕を広げた仕草で、今まさに聖母マリアに神の子を身ごもったことを告げている。ガブリエルが自身の左側と背後に複数の天使を伴った姿は天国の使節団といった趣であり、その中の1人はガブリエルの代わりに白い百合の花を持っている。祈りを捧げていた聖母は大天使の姿にたじろぎつつ、首を垂れながら大天使の言葉に耳を傾けている。またガブリエルの受胎告知と同時に、黄金の光の中に鳩の形で表された聖霊が現れており、聖母マリアの処女懐胎が表現されている。

## 来歴

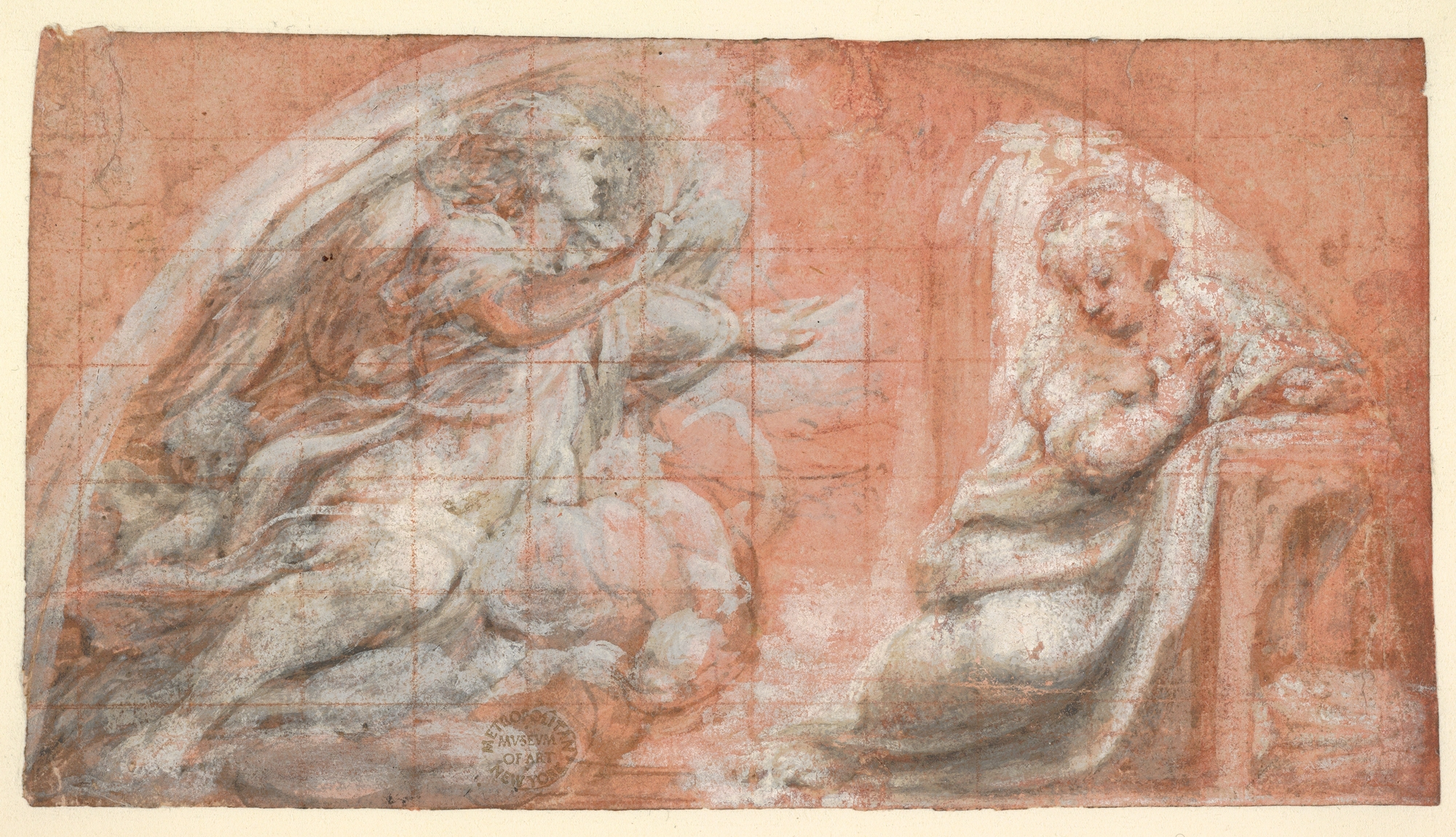
『受胎告知』の準備素描。メトロポリタン美術館所蔵。

コレッジョの死から10年を経た1545年にパルマ公国が建国されると、その翌年の1546年に初代パルマ公爵ピエール・ルイージ・ファルネーゼの命令で城壁の外の建築物の取り壊しが命じられた。サン・フランチェスコ教会も例外ではなく、取り壊される際にコレッジョのフレスコ画が壁から切り離された。ジョルジョ・ヴァザーリはこのとき、フランチェスコ会の修道士が「鉄で縛られた木材で補強された生き残った壁を持ち、少しずつ切り取って絵画を無傷に保った」と説明している。このようにしてわざわざ壁画が保存されたことから、コレッジョの死後の名声が如何ほどであったか窺われる。フランチェスコ会はその後、カーポ・ディ・ポンテ（Capo di Ponte）にサンティッシマ・アヌンツィアータ教会を建設することができ、1616年に完成するとコレッジョの『受胎告知』も運びこまれ、入口の左側に配置された。しかしこの場所は保全リスクが常に付きまとうことが1832年以来、パルマ美術アカデミーによって報告されていたため、1875年にパルマ国立美術館に収蔵された。

## 準備素描
メトロポリタン美術館に所蔵されている素描は、ピンク色の紙にインクと薄いペイントおよび厚い白のグアッシュで高度に描かれている。素描のサイズは小さいものの、壁画の最終的なデザインであった可能性がある。コレッジョの同様の技法で描かれた素描は、おそらくこの時期のイタリアで作成された最も絵画的なものである。